# Toby Charles
Toby Charles (* 1940 in Wales) ist ein ehemaliger britischer Fußballkommentator.
Toby Charles war gelernter Lehrer, aber mit seiner beruflichen Situation unzufrieden. Bei einer Crickettour durch Devon und Cornwall im Jahre 1960 lernte er eine junge Kölnerin kennen, die ihm vorschlug, nach Köln umzuziehen. Ende 1960 kam er dort an und arbeitete zunächst auch als Lehrer, für Englisch und Sport. 1962 bewarb er sich erfolgreich als Kommentator für das englische Programm der Deutschen Welle. Bei deutschen Radiohörern erlangte er Kultstatus als „England-Korrespondent“ der Sendung Sport und Musik des Westdeutschen Rundfunks (WDR), in der er im Telefongespräch mit den Moderatoren Kurt Brumme oder Dietmar Schott – vermeintlich – aus England über die Ergebnisse der britischen Ligen berichtete und dabei regelmäßig einen Wetterbericht von der Insel abgab. Im November 1984 enthüllte Der Spiegel, dass Charles gar nicht in England saß, sondern in einem Studio in Köln-Marienburg, wenige Kilometer vom WDR entfernt. Die notwendigen Informationen hatte er sich selbst über den Radiosender British Forces Broadcasting Service (BFBS) besorgt. Seine Beiträge wurden umgehend abgesetzt und Redaktionsleiter Brumme für kurze Zeit suspendiert.
Toby Charles war von 1976 bis 1988 Moderator der Fußballsendung Soccer Made in Germany des US-amerikanischen  Public Broadcasting Service (PBS). Die Sendung wurde wöchentlich samstags ausgestrahlt, dauerte eine Stunde und wurde von der Deutschen Welle produziert. Sie bot damals die einzige Möglichkeit für US-Amerikaner, Fußball im Fernsehen zu sehen, „and it taught those same Americans how to pronounce Moenchengladbach“ (dt.= „[...] und sie lehrte dieselben Amerikaner, wie man ‚Mönchengladbach‘ ausspricht“).
Toby Charles ist zum vierten Mal verheiratet. Er ist ein Großcousin der walisischen Fußballnationalspieler John und Mel Charles. Heute lebt Charles abwechselnd in Wales, Florida und Kerpen.